# Sunil Mittal
 (mai 2017).
Le contenu est difficilement compréhensible vu les erreurs de traduction, qui sont peut-être dues à l'utilisation d'un logiciel de traduction automatique.
Sunil Bharti Mittal (né le 23 octobre 1957) est un entrepreneur indien, un philanthrope et le fondateur et président de Bharti Enterprises, qui a diversifié ses intérêts dans les domaines des télécommunications, de l'assurance, de l'immobilier, des centres commerciaux, de l'hôtellerie, de l'agroalimentaire et de l'alimentation en plus d'autres projets. Bharti Airtel, la compagnie phare du groupe, est la troisième plus grande société mondiale de télécommunications de l'Inde et opère dans 18 pays d'Asie et d'Afrique avec une clientèle de plus de 372 millions de personnes. Bharti Airtel a enregistré un chiffre d'affaires supérieur à 14,75 milliards de dollars (USD) au cours de l'exercice 2016. Il est classé comme la 8e personne la plus riche en Inde par Forbes avec une valeur nette de 7 milliards de dollars.
En 2007, il reçoit le Padma Bhushan, le troisième plus grand honneur civil de l'Inde. Le 15 juin 2016, il est élu président de la Chambre de commerce internationale.

## Jeunesse
Sunil Bharti Mittal est né dans une famille Punjabi. Son père, Sat Paul Mittal, avait été membre du Parlement, Rajya Sabha (Congrès national indien) de Ludhiana au Punjab ; il a été élu du Punjab pour deux mandats (1976 et 1982) et nommé au Rajya Sabha une fois (1988). Il rejoint d'abord l'École Wynberg Allen à Mussoorie, puis fréquente la Scindia School à Gwalior. Il est diplômé en 1976 de l'Université du Panjab, Chandigarh, avec un baccalauréat ès arts et sciences pour lequel il a étudié au Arya College, Ludhiana. Son père meurt d'un arrêt cardiaque en 1992.

## Initiatives entrepreneuriales
Entrepreneur de première génération, Sunil Mittal lance sa première entreprise en avril 1976 à l'âge de 18 ans, avec un investissement de capital de ₹ 20 000 (US $ 310) emprunté à son père. Sa première entreprise consiste à fabriquer des vilebrequins pour les fabricants locaux de bicyclettes.
En 1980, il collabore avec ses frères Rakesh Bharti Mittal et Rajan Bharti Mittal pour créer une entreprise d'importation nommée Bharti Overseas Trading Company. Il vend ses pièces de vélo et ses usines de fil et déménage à Bombay.
En 1981, il achète des licences d'importation de sociétés exportatrices au Pendjab. Il importe ensuite des milliers de générateurs électriques portables de Suzuki Motors du Japon. L'importation de générateurs est soudainement interdite par le gouvernement indien.
En 1984, il commence à assembler des téléphones à bouton-poussoir en Inde, qu'il avait utilisé pour importer d'une société de Taiwan, Kingtel, en remplacement des anciens téléphones rotatifs volumineux qui étaient utilisés dans le pays. Bharti Telecom Limited (BTL) est constituée et conclut une liaison technique avec Siemens AG (Allemagne) pour la fabrication de téléphones à bouton-poussoir électroniques.
Au début des années 1990, Sunil fabriquait des télécopieurs, des téléphones sans fil et d'autres équipements de télécommunications. Il déclare : «En 1983, le gouvernement a interdit l'importation de groupes électrogènes. J'étais en panne pendant la nuit. Tout ce que je faisais a été interrompu. J'étais en difficulté. La question était alors : que dois-je faire ensuite ? Puis une occasion s’est présentée. À Taïwan, j'ai remarqué la popularité du téléphone à touches - quelque chose qui était encore inconnu en Inde. Nous utilisions toujours ces cadrans rotatifs sans numéros abrégés ou touche de rappel. J'ai senti ma chance. Et j'ai embrassé le secteur des télécommunications. J'ai commencé à commercialiser des téléphones, télécopieurs sous la marque Beetel et l'entreprise a été très rapide ". Il a donné à ses premiers téléphones à touches le nom de « Mitbrau ».
En 1992, il lance avec succès l'une des quatre licences de réseau de téléphonie mobile mises aux enchères en Inde. L'une des conditions d'obtention de la licence cellulaire de Delhi était que le soumissionnaire ait de l'expérience en tant qu'opérateur de télécommunications. Ainsi, Mittal conclut un accord avec le groupe français Télécom Vivendi. Il est l'un des premiers entrepreneurs indiens à identifier l'activité des télécommunications mobiles comme un domaine de croissance majeur. Ses plans sont finalement approuvés par le gouvernement en 1994 et il lance des services à Delhi en 1995, lorsque Bharti Cellular Limited (BCL) a été formée pour offrir des services cellulaires sous la marque AirTel. En quelques années, Bharti est devenue la première entreprise de télécommunications à atteindre  2 millions d'abonnés mobile.
En mai 2008, il semblerait que Sunil Bharti Mittal étudie la possibilité d'acheter le groupe MTN Group, une société de télécommunications basée en Afrique du Sud avec une couverture dans 21 pays en Afrique et au Moyen-Orient. Le Financial Times rapporte que Bharti envisageait d'offrir 45 milliards de dollars US pour une participation de 100% dans MTN, ce qui serait la plus grande acquisition à l'étranger par une entreprise indienne. Cependant, les deux parties soulignent la nature provisoire des pourparlers, alors que le magazine The Economist note: "Si quelque chose se produisait, Bharti [se] [marierait]", car MTN a plus d'abonnés, des revenus plus élevés et une couverture géographique plus large. Cependant, les discussions se sont effondrées alors que le groupe MTN a tenté d'inverser les négociations en faisant de Bharti presque une filiale de la nouvelle société. En mai 2009, Bharti Airtel a de nouveau confirmé qu'il s'agissait de discussions avec MTN et que les entreprises sont convenues de discuter exclusivement de la transaction potentielle au plus tard le 31 juillet 2009. Les pourparlers se sont finalement achevés sans accord, certaines sources indiquant que cela était dû à l'opposition du gouvernement sud-africain.
En juin 2010, Bhartil dirigé par Mittal a acquis les entreprises africaines de Zain Telecom pour atteindre 10,7 milliards d'euros (valeur d'entreprise).

## Associations industrielles et affiliations
- Président, Chambre de commerce internationale (CPI)
- Membre, Conseil des télécommunications de l'Union internationale des télécommunications (UIT), l'agence des Nations unies pour les technologies de l'information et de la communication

Commissaire, Commission à large bande pour le développement numérique durable à l'UIT
- Président du Comité directeur des télécommunications du Comité économique mondial
- Membre, International Business Council, World Economic Forum
- Membre, Conseil d'administration, Fondation de la Fondation du Qatar
- Membre, Conseil d'administration, SoftBank Corp. (2011 - 2013)
- Membre, Conseil d'administration, Unilever PLC et Unilever NV (2011 - 2013)
- Membre, Comité consultatif international au conseil d'administration, NYSE Euronext (2008-2011)
- Membre, Conseil d'administration, Standard Chartered Bank Plc (2007 - 2009)
- Membre, Conseil d'administration, Hero Honda Motors (2006 - 2009)
- Président, Confédération de l'industrie indienne (CII) (2007 - 2008)
- Coprésident, Forum économique mondial, Davos (2007)
- Membre, Conseil de Global GSM Association (2003 - 2007)
- Président fondateur, Cellular Operators Association of India (COAI)